# San Narciso (Zambales)
San Narciso is een gemeente in de Filipijnse provincie Zambales op het eiland Luzon. Bij de laatste census in 2010 telde de gemeente bijna 27 duizend inwoners.

## Geografie

### Bestuurlijke indeling
San Narciso is onderverdeeld in de volgende 17 barangays:
| - Alusiis - Beddeng - Candelaria - Dallipawen - Grullo - La Paz - Libertad - Namatacan - Natividad | - Omaya - Paite - Patrocinio - San Jose - San Juan - San Pascual - San Rafael - Siminublan |

## Demografie
San Narciso had bij de census van 2010 een inwoneraantal van 26.966 mensen. Dit waren 2.110 mensen (8,5%) meer dan bij de vorige census van 2007. Ten opzichte van de census van 2000 was het aantal inwoners gegroeid met 3.444 mensen (14,6%). De gemiddelde jaarlijkse groei in die periode kwam daarmee uit op 1,38%, hetgeen lager was dan het landelijk jaarlijks gemiddelde over deze periode (1,90%).

De bevolkingsdichtheid van San Narciso was ten tijde van de laatste census, met 26.966 inwoners op 71,6 km², 376,6 mensen per km².

## Geboren in San Narciso
- Juan Posadas (10 december 1884), burgemeester van Manilla (overleden 1940).